# Bermudy na Letnich Igrzyskach Olimpijskich 2012
Bermudy na XXX Letnich Igrzyskach Olimpijskich w Londynie reprezentowało 8 sportowców – 5 mężczyzn i 3 kobiety.
Był to siedemnasty start Bermudów na letnich igrzyskach olimpijskich.

## Reprezentanci

### Jeździectwo
| Zawodnik         | Koń                   | Konkurencja         | Eliminacje | Eliminacje | Eliminacje | Eliminacje | Eliminacje | Eliminacje     | Eliminacje     | Eliminacje     | Finał          | Finał          | Finał          | Finał          | Finał | Finał   |
| Zawodnik         | Koń                   | Konkurencja         | Runda 1    | Runda 1    | Runda 2    | Runda 2    | Runda 2    | Runda 3        | Runda 3        | Runda 3        | Runda A        | Runda A        | Runda B        | Runda B        | Razem | Razem   |
| Zawodnik         | Koń                   | Konkurencja         | Kary       | M.         | Kary       | Razem      | M.         | Kary           | Razem          | M.             | Kary           | M.             | Kary           | M.             | Kary  | Pozycja |
| ---------------- | --------------------- | ------------------- | ---------- | ---------- | ---------- | ---------- | ---------- | -------------- | -------------- | -------------- | -------------- | -------------- | -------------- | -------------- | ----- | ------- |
| Jillian Terceira | Bernadien van Westuur | skoki indywidualnie | 1          | 33         | 8          | 9          | 47         | Nie awansowała | Nie awansowała | Nie awansowała | Nie awansowała | Nie awansowała | Nie awansowała | Nie awansowała | 9     | 47      |

### Lekkoatletyka
Mężczyźni
| Zawodnik     | Konkurencja | Eliminacje | Eliminacje | Finał | Finał   |
| Zawodnik     | Konkurencja | Wynik      | Miejsce    | Wynik | Miejsce |
| ------------ | ----------- | ---------- | ---------- | ----- | ------- |
| Tyrone Smith | skok w dal  | 7.97       | 10         | 7.70  | 12      |

Kobiety
| Zawodnik     | Konkurencja | Eliminacje | Eliminacje | Finał          | Finał          |
| Zawodnik     | Konkurencja | Wynik      | Miejsce    | Wynik          | Miejsce        |
| ------------ | ----------- | ---------- | ---------- | -------------- | -------------- |
| Arantxa King | skok w dal  | 6.40       | 13         | Nie awansowała | Nie awansowała |

### Pływanie
Mężczyźni
| Zawodnik        | Konkurencja          | Eliminacje | Eliminacje | Półfinał      | Półfinał      | Finał         | Finał         |
| Zawodnik        | Konkurencja          | Czas       | Miejsce    | Czas          | Miejsce       | Czas          | Miejsce       |
| --------------- | -------------------- | ---------- | ---------- | ------------- | ------------- | ------------- | ------------- |
| Roy-Allan Burch | 50 m stylem dowolnym | 22.47      | 24         | Nie awansował | Nie awansował | Nie awansował | Nie awansował |

### Triathlon
| Zawodnik          | Konkurencja | Pływanie (1,5 km) | Zmiana 1 | Jazda na rowerze (40 km) | Zmiana 2 | Bieg (10 km) | Czas    | Pozycja |
| ----------------- | ----------- | ----------------- | -------- | ------------------------ | -------- | ------------ | ------- | ------- |
| Tyler Butterfield | mężczyźni   | 18:58             | 0:38     | 58:32                    | 0:32     | 31:52        | 1:50:32 | 34      |
| Flora Duffy       | kobiety     | 19:28             | 0:40     | 1:11:07                  | 0:31     | 37:08        | 2:08:54 | 45      |

### Żeglarstwo
Open
| Zawodnicy                      | Konkurencja | Wyścig | Wyścig | Wyścig | Wyścig | Wyścig | Wyścig | Wyścig | Wyścig | Wyścig | Wyścig | Wyścig | Wyścig | Wyścig | Wyścig | Wyścig | Wyścig | Punkty | Finałowa pozycja |
| Zawodnicy                      | Konkurencja | 1      | 2      | 3      | 4      | 5      | 6      | 7      | 8      | 9      | 10     | 11     | 12     | 13     | 14     | 15     | M*     | Punkty | Finałowa pozycja |
| ------------------------------ | ----------- | ------ | ------ | ------ | ------ | ------ | ------ | ------ | ------ | ------ | ------ | ------ | ------ | ------ | ------ | ------ | ------ | ------ | ---------------- |
| Jesse Kirkland Zander Kirkland | 49er        | 21 DNF | 19     | 18     | 21 DNF | 21 DNF | 12     | 6      | 21 DNF | 6      | 10     | 12     | 19     | 2      | 9      | 18     | x      | 204    | 19               |